# Fluviul Galben
Fluviul Galben, Huanhe sau Huanghe (chineză: 黄河, Huáng Hé) (Huanho) este un fluviu în nordul Chinei, Asia de Est.
După Yangtze ocupă în China locul doi ca lungime, fiind controvese, existând o diferență de 4 585 km cu privire la lungimea pe care o are. Fluviul are suprafața bazinului de colectare de 945.065 km².

## Izvor
Izvorul fluviului se află pe podișul Tibet, la circa 200 de km nord de mijlocul liniei aeriene dintre Lhasa și Xining. Zona izvorului este în regiunea Amdo, izvorul fiind înconjurat de munții Bayankara Shan, este situat la 450 km est de izvorul lui Yangtze și la vest de lacurile Ngoring Tsho și Kyaring Tsho.

## Curs
De la izvor travesează lacurile amintite Kyaring Tsho și Ngoring Tsho, curgând spre est printr-o vale întortocheată. Se îndreaptă spre sud și traversează lacul de acumulare Sanmenxia, de aici spre nord face un unghi de 90 o la nord de munții Funiuscha orientându-se spre est. Fluviul traversează provinciile Shanxi și Shaanxi, un platou de loess părăsind zona muntoasă cu defilee. In regiunile de șes curge ca. o distanță de 500 km, după care se varsă la nivelul golfului Petschili (Tschili sau Bohai) în Marea Galbenă.

## Baraje
- Lacul Sanmenxia
- Lacul Laxiwa
- Lacul Longyangxia
- Lacul Lijiaxia
- Lacul Xiaolangdi
- Lacul Liujiaxia

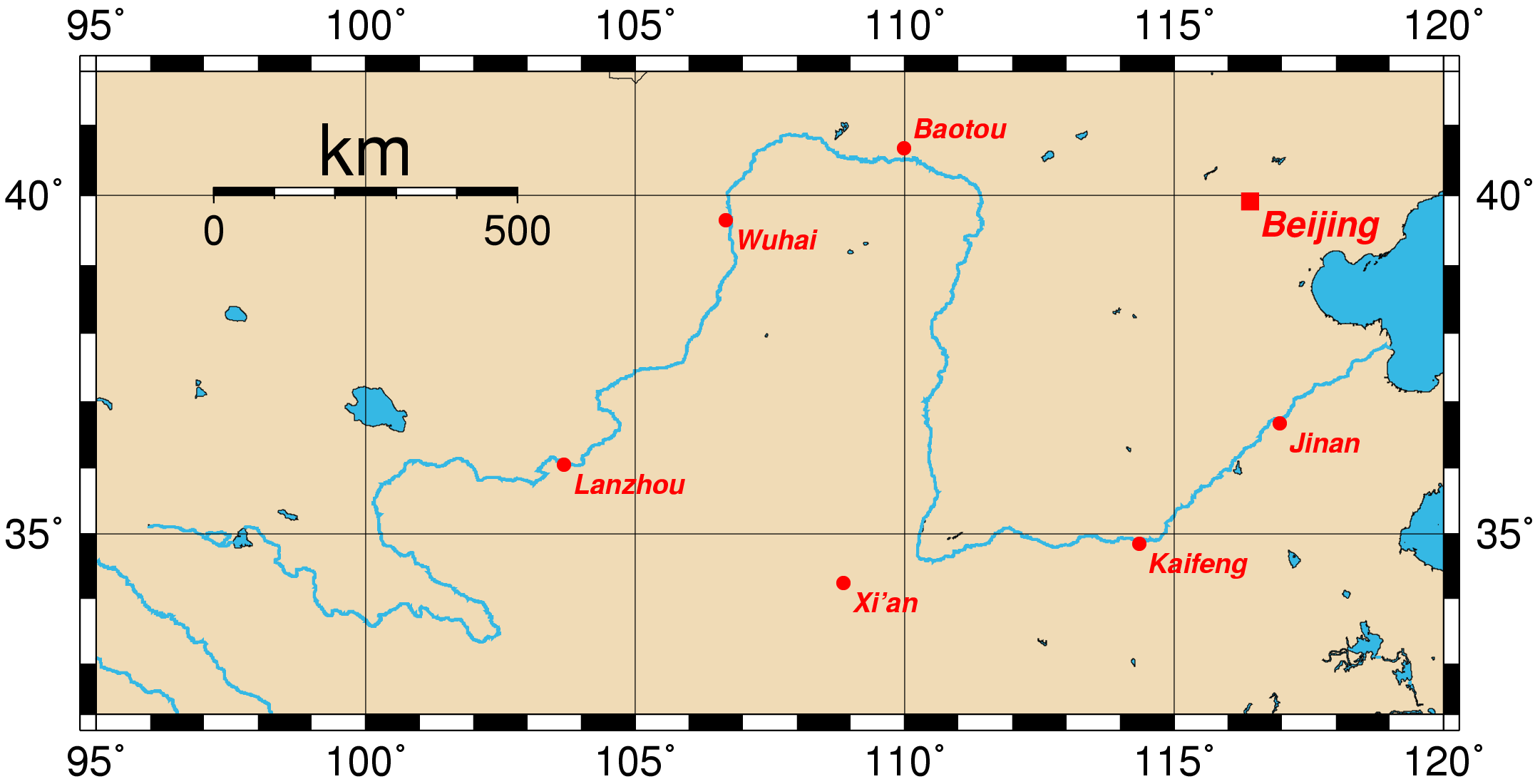

Fluviul Galben transportă aluviuni în cantități mari de 35 kg/m³, care îi dau culorea galbenă, apele sale produc pagube importante prin eroziunea și sedimentarea materiilor transportate care scurtează durata lacurilor de acumulare, prin diferențele de adâcime mari, ce îngreunează navigația. Prin cantitatea mare de sedimente transportată, fluviul a ridicat nivelul depresiunii, care a generat inundații mai mari și mai frecvente. Aceste inundați au dus la contruirea de diguri deja din timpul dinastiei Xia (2200 î.Hr.). Construirea de diguri de protecție fiind continuată de generațiile următoare, astfel încat în prezent albia fluviului este mai înaltă cu 5 m ca regiunea înconjurătoare, care a dus la imposibilitatea vărsării afluenților în emisar. Digurile construite n-au rezolvat definitiv problema inundațiilor. Transportul masiv de aluviuni la gura de vărsare în mare a dus la lărgirea lui și la progresarea uscatului în mare. Folosirea apei fluviului ca apă potabilă și în industrie în cantități tot mai mari au dus la secarea aproape completă a fluviului în perioadele uscate ale anului ceea ce a atras după sine scăderea nivelului apei freatice.